# Orchis mascula ichnusae
Orchis mascula subsp. ichnusae Corrias, 1982  è una pianta appartenente alla famiglia delle Orchidacee, endemica di Sardegna e Corsica.

## Descrizione
Differisce dalla sottospecie nominale per la taglia più piccola (15–25 cm), i fiori più chiari, dal rosa al lilla, e profumati, lo sperone  più corto.

## Biologia
Specie priva di nettare, attira gli insetti impollinatori grazie all'aspetto del suo fiore e al profumo che ricorda quello di altre specie nettarifere.

## Distribuzione e habitat
Questa sottospecie è diffusa in Sardegna e in Corsica.
Cresce su prati, garighe e macchie, con preferenza per i substrati calcarei, da 0 a 1.400 m di altitudine.

## Tassonomia

### Variabilità
Ne è nota una forma apocromatica con infiorescenza completamente bianca.